# Eurithia viridulans
Eurithia viridulans là một loài ruồi trong họ Tachinidae.